# Pagarque
Un pagarque, parfois orthographié « pagarche », du grec παγος (village, par extension pagus) et αρχη (commandement), est, dans l'Empire byzantin, un magistrat administrateur de canton, équivalent à bailli ou procureur fiscal. Il dispose de troupes commandées par un stratélate, et a autorité à côté de la curie (organe de la population locale) dans la cité, en représentant l'empereur. Toutefois à la campagne, il n'a pas autorité dans les grandes propriétés terriennes qui disposent de serfs. Le pagarque a donc autorité sur les villageois et paysans libres des cantons. Ses attributions sont notamment décrites par les papyrus trouvés en Égypte, notamment les papyrus d'Aphrodité conservés au musée du Caire. Selon Jean Maspero, la pagarchie est l'ancien nome de l'époque hellénistique, puis romaine, auquel les grandes propriétés (autopractes) sont soustraites. Cette institution s'est répandue en Égypte au Ve siècle (vers 460/470) sous le règne de l'empereur Léon. Jean Maspero n'exclut pas que ce système administratif ait été étendu à d'autres régions (diocèses de l'Orient byzantin, en Libye par exemple).
La fonction de pagarque subsiste en Égypte dans l'organisation administrative locale durant les premiers siècles de la conquête musulmane. On dénombre de l'ordre de 50 à 60 pagarchies réparties dans les cinq duchés de la province (deux en Basse-Égypte, deux en Haute-Égypte et celui de Barqa). Ils ne disposent plus de pouvoir militaire mais conservent leurs fonctions administratives et judiciaires.Durant les premières décennies après la conquête les pagarques sont toujours des chrétiens issus des élites locales. On constate des changements au tournant du VIIIe siècle, alors que l'implantation arabe dans les campagnes s'intensifie, avec les premières traces de pagarques arabes et musulmans. Cette transformation s'inscrit dans un contexte plus large d'un processus d'arabisation de l'État qui débute sous le califat de ‘Abd al-Malik.